# Lars Eriksson (trädgårdsarkitekt)
Lars Olof Eriksson, född 19 december 1934 i Stockholm, död 16 maj 1974, var en svensk trädgårdsarkitekt.
Eriksson, som var son till Per Eriksson och Sigrid Olsson, avlade trädgårdsteknikerexamen vid Kungliga lantbruksskolans trädgårdsskola i Ultuna 1957 och studerade vid Kunstakademiets Arkitektskole i Köpenhamn 1960. Han var anställd hos trädgårdsarkitekt Sven-Ingvar Andersson i Helsingborg 1960–1963 och innehavare av Konsulterande Trädgårdsarkitekt AB (KTAB) i Helsingborg från 1963. Han utförde trädgårdsplaner för bland annat större hyreshusområden, torgplanteringar och skolor. 